# Arturo Salazar Mejía

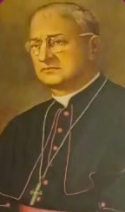
Arturo Salazar Mejía

Arturo Salazar Mejía OAR (* 11. April 1921 in Salamina, Kolumbien; † 1. November 2009 in Manizales, Kolumbien) war Bischof von Pasto.

## Leben
Arturo Salazar trat der Ordensgemeinschaft der Augustiner-Rekollekten bei und studierte Theologie und Philosophie in Manizales und Bogotá. Die Profess legte er am 12. April 1942 ab; die Priesterweihe empfing er am 6. Februar 1944 in La Candelaria durch den Apostolischen Vikar von Casanare, Bischof Nicasio Balisa y Melero OAR und promovierte in Philosophie an der Pontificia Universidad Javeriana. Er war anschließend am Augustiner-College von St. Nikolaus von Bogotá (Colegio Agustiniano de San Nicolás Bogotá) tätig, deren Rektor er von 1951 bis 1965 war. Er war fünf Jahre lang Präsident der katholischen Schulen im Erzbistum Bogota und dreimal Vize-Präsident der Inter-Amerikanischen Vereinigung des katholischen Bildungswesens. Arturo Salazar war vier Jahre lang Generalsekretär der Konferenz der Ordensleute von Kolumbien.
Papst Paul VI. ernannte ihn 1965 zum Titularbischof von Avitta Bibba und zum Apostolischen Vikar von Casanare. Die Bischofsweihe spendete ihm am 6. Januar 1966 in der Kathedrale von Bogotá der Apostolische Nuntius in Kolumbien und spätere Kurienkardinal, Giuseppe Paupini; Mitkonsekratoren waren der Koadjutorerzbischof von Bogotá, Rubén Isaza Restrepo und der Bischof Martín Legarra Tellechea, Prälat von Bocas del Toro in Panama. 
Er war Vertreter der kolumbianischen Bischöfe in der ersten Bischofssynode vom 29. September bis zum 29. Oktober 1967 in Rom nach dem Zweiten Vatikanischen Konzil. 1977 wurde er zum Bischof von Pasto ernannt.
1995 wurde seinem gesundheitlichen Ruhestandsgesuch (Erblindung) durch Papst Johannes Paul II. stattgegeben. Die letzten Jahre seines Lebens war er völlig erblindet.